# Kindzsite
A kindzsite (禁じ手 vagy 禁手; Hepburn: kinjite, ’tiltott kéz’) a szumóban használatos kifejezés: nem megengedett, szabálytalan mozdulat, amely az azt elkövető szumóbirkózó leléptetésével jár (és amely következményeképp elveszíti az adott küzdelmet). A szumóban nem szabad tehát:
- Zárt ököllel ütni.
- Hajat húzni.
- Az ellenfél szemét nyomni.
- Gyomorszájat megütni.
- Az ellenfél mindkét fülét tenyérrel, egyszerre megütni.
- Ágyékba markolni vagy annál fogva húzni az ellenfelet.
- Torkon ragadni, fojtogatni.
- Az ellenfél mellkasát vagy derekát rúgni.
- Az ellenfél egy vagy több ujját hátrahajlítani, feszíteni.

Mivel az ilyen támadás az ellenfél számára maradandó károsodást okozhat, ezek közül bármelyik elkövetése azonnali kizárást eredményez. Rendkívül alacsony számban fordul elő a szumó felsőbb osztályaiban, különösen ritka, hogy ilyen szabálytalanságot szekitori (magasabb rangú birkózó) kövessen el.
Talán a leggyakoribb kindzsite a hajhúzás. Mivel a birkózók haja egy hagyományos, ún. csonmage formában van felkötve, előfordul, hogy az egyikük keze véletlenül belegabalyodik abba egy mozdulat során. Itai két egymást követő napon is elkövetett hajhúzásos szabálytalanságot, amikor a dzsúrjóban küzdött 1980 májusában. Az ilyen módon kizárt rikisik közé tartozik Daikirin (ózeki) és Aszasórjú (jokozuna) 2003 júliusában, valamint Tocsinosin (ózeki) 2019 szeptemberében.
Noha a fojtogatás (a torok megragadásával) nem megengedett, szabad viszont az ellenfelet a torkánál hátrafelé tolni (nodova), ez gyakorta elő is fordul.
Vannak ezen kívül olyan mozdulatok, amelyek a magasabb osztályban küzdő rikisiknek megengedettek, tiltottak viszont a kezdő birkózók számára. Az egyik ilyen a harite - az ellenfél arcának nyitott kézzel történő tolása, megcsapása.
Kindzsitének nevezik a szabálytalanságokat a sógi nevű, sakkhoz hasonló japán táblajátékban is. 

## A populáris kultúrában
1989-ben mutatták be J. Lee Thompson Tiltott dolog: Kinjite című filmjét, amelynek főszerepét Charles Bronson alakította.

## Fordítás
Ez a szócikk részben vagy egészben  a   Kinjite című angol Wikipédia-szócikk ezen változatának fordításán alapul.  Az eredeti cikk szerkesztőit annak laptörténete sorolja fel. Ez a jelzés csupán a megfogalmazás eredetét és a szerzői jogokat jelzi, nem szolgál a cikkben szereplő információk forrásmegjelöléseként.